# Habitatge al carrer del Fossar, 4 (Rupit)
L'Habitatge al carrer del Fossar, 4 és una casa de Rupit i Pruit (Osona) inclosa a l'Inventari del Patrimoni Arquitectònic de Catalunya.

## Descripció
Casa de carrer, situada al costat de l'antic fossar i assentada sobre el desnivell del terreny. Consta de dos trams i es troba orientada a tramuntana. Presenta planta baixa i dos pisos. A la planta baixa hi ha un portal rectangular amb la llinda molt desgastada i il·legible, i al costat una finestra rectangular amb la inscripció "MIQUEL VILA 1658". Al primer pis s'obren dues finestres amb espiera i els ampits molt deteriorats, al segon les finestres es distribueixen de la mateixa manera, per bé que són de dimensions més reduïdes.
És construïda en pedra unida amb morter de calç, els elements ressalt són de pedra picada.

## Història
La importància de les cases d'aquest carrer rau sobretot en la bellesa arquitectònica i la unitat dels edificis que la integren, tots ells construïts als segles xvii i XVIII i que han estat restaurats recentment amb molta fidelitat.
L'establiment de cavallers al Castell de Rupit als segles xii i xiii donaren un caire aristocràtic a la població, al segle xiv la demografia baixa considerablement. Al fogatge del segle xvi ja s'observa una certa recuperació i a partir del segle xvii comença a ser nucli important de població, ja que durant la guerra dels Segadors, al 1654, s'hi establiren molts francesos.